# داني كيري
داني كيري (10 يناير 1982 - )  (بالإنجليزية: Danny Kerry)‏ هو لاعب كريكت بريطاني.